# Touwbrug (Delft)
De Touwbrug is een brug over de Wijnhaven in het centrum van de Zuid-Hollandse stad Delft. De brug bevindt zich bij de Oude Langendijk en is een rijksmonument.

## Naamgeving
Tegenover de brug, aan de Koornmarkt, was vroeger een winkel in scheepsartikelen gevestigd. De handelaar stalde onderaan de brug waren uit, onder andere touw. Daaraan dankt de brug haar naam. Een alternatieve namen is Korenmetersbrug, genoemd naar een huisje (ter hoogte van Koornmarkt 84) waar de korenmeters hun gereedschap bewaarden. Nog een andere naam is Boksbrug, naar het voormalige huis De Bok op de Wijnhaven.
De boogbrug van gewapend beton met een bekleding van metselwerk is in 1933 verlaagd en in 1954 verbreed.

## Fotogalerij

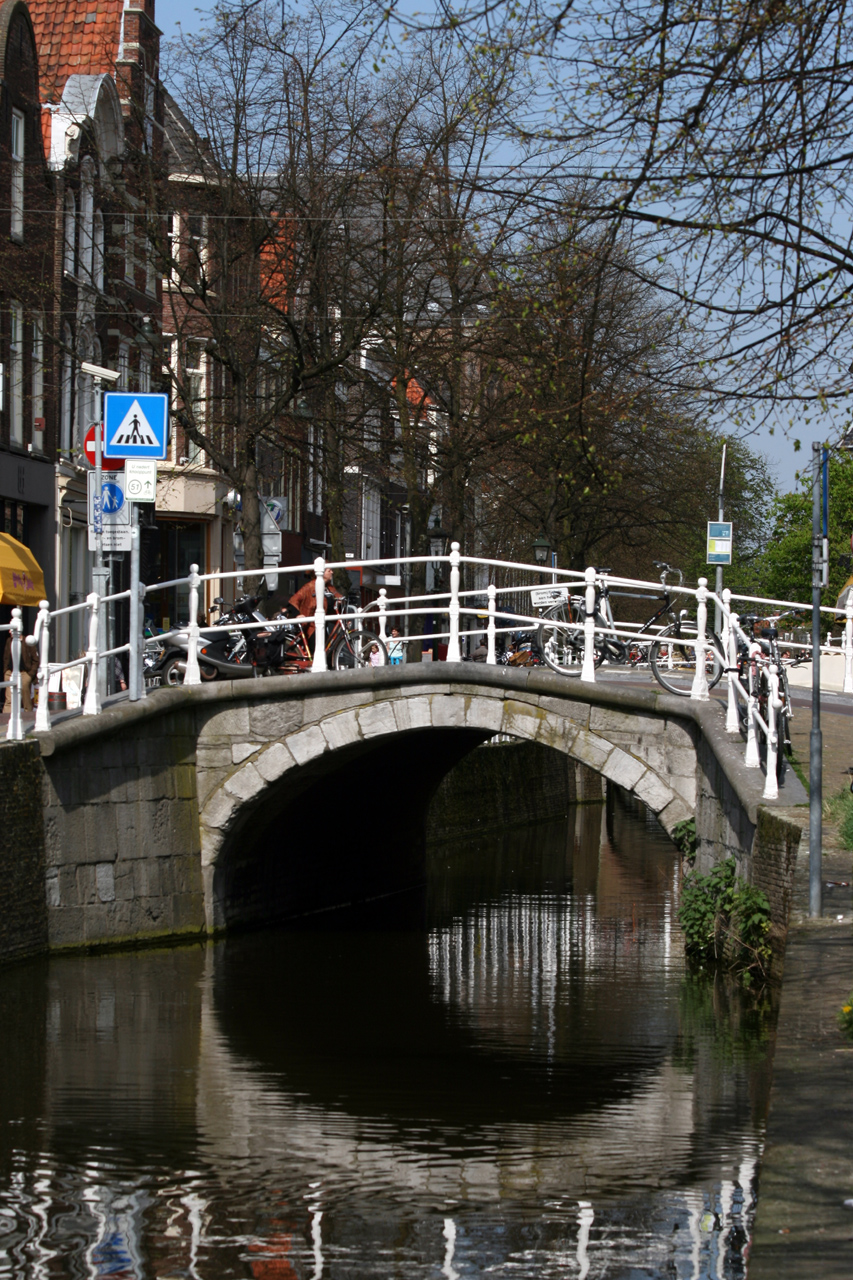
De Touwbrug